# Terminal bar
Terminal Bar byla pražská společnost, která v devadesátých letech provozovala stejnojmennou internetovou kavárnu a poskytovala připojení k Internetu.
Internetová kavárna The Terminal Bar; Internet Café s.r.o. se nacházela v Soukenické ulici č. 6.
Část firmy zaměřená na poskytování připojení k Internetu a souvisejících služeb se postupem času osamostatnila a v roce 1998 byla koupena norskou společností Telenor Nextel. Na základech této akvizice byla vybudována firma Nextra Czech Republic s celostátní působností, která v roce 2005 přešla pod společnost GTS.
Internetová kavárna Terminal Bar byla uzavřena v roce 2000.